# جيمس نوكس
جيمس نوكس (بالإنجليزية: James Knox)‏ هو محامي وسياسي أمريكي، ولد في 4 يوليو 1807 بقرية كاناجوهاري في الولايات المتحدة، وتوفي في 8 أكتوبر 1876 في نفس البلد. حزبياً، نشط في حزب اليمين. وقد انتخب عضو مجلس النواب الأمريكي.